# TKS
A TK (TK–3) és TKS egy lengyel kisharckocsi volt, amelyet a második világháború alatt használtak.

## Tervezés és fejlesztés

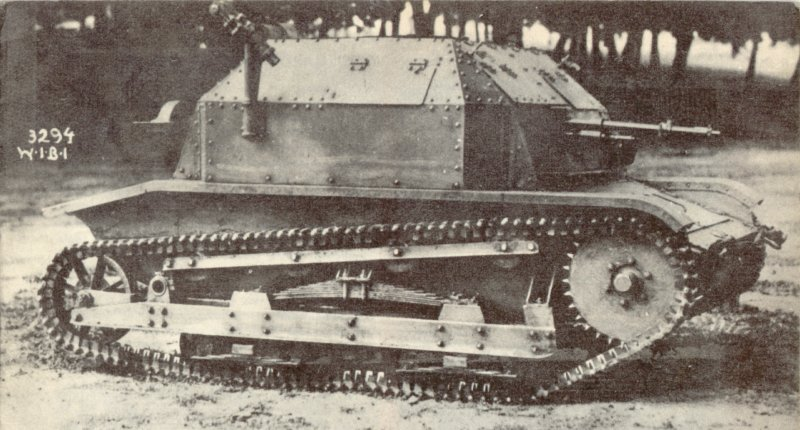
TK-3 kisharckocsi

A TK egy kisharckocsi volt, amelyet a lengyelek terveztek majd gyártottak 1931-től. A jármű alapjául a brit Carden Loyd kisharckocsi továbbfejlesztett alváza szolgált. 1928-ban a brit Vickers-Armstrong társaság előállt a kétfős Vickers Carden-Loyd Mark VI-sal, melynek tervezete nagy figyelmet vonzott. Az 1929-es év közepén Lengyelország megvásárolt 10 darab Mark VI-os kisharckocsit és letesztelte június 20-án Rembertówban, (ma Varsó része). 1929 június 29-én, alapos tesztelések után még 10 kisharckocsit, továbbá 5 utánfutót és kiegészítő alkatrészeket rendeltek. A megrendelt felszerelés 1929 szeptemberében érkezett, amelyet újabb átfogó tesztek követtek. Ezek után eldöntötték, hogy a kisharckocsik megfelelnek és használhatóak a motorizált lovassági egységek számára mint megfigyelő járművek. Megvásárolták a licencet és nekiláttak a belföldi fejlesztésnek. A fő problémája a brit kisharckocsiknak a felfüggesztés volt, amely kifárasztotta a kezelőket a hosszú utazások során. Lengyel tervezők először egy-két brit kisharckocsit módosítottak a felfüggesztés feljavításával és erősítésével. A módosításokat követően eldöntötték, nem fogják gyártani a módosított verziót, de folytatni fogják a fejlesztést egy hazai típusnak
Az 1929-es év végén egy prototípus készült TK–1 (Tek 1001 és TK wz.30) néven és ezt követte egy hasonló prototípus - TK–2. A TK–1 és TK–2 nyitott tetejű volt egy 7,92 mm-es wz.25 vagy wz.30-as géppuskával szerelve (egyaránt használták légi és földi célpontok ellen is). A páncélvédettségük 3–7 mm között volt. Mind a kettő nagyon hasonló volt, kisebb különbségekkel a mechanikai szerkezetben. Mind a két típust letesztelték 1930 nyarán Modlinnál (közel Varsóhoz), viszont a teljes gyártás még nem indult be, hanem folytatták a fejlesztést.
1930-ban a TK–1 és TK–2 típusok által szerzett tapasztalatok segítségével gyártottak egy nehezebb és feljavított változatot, a TK–3-ast. A jármű 1931 márciusára lett teljesen kész a tesztelésekre. A tesztek után 1931 július 14-én a TK–3-ast szolgálatra alkalmasnak találták. A gyártás 1931 végén kezdődött. 1931/32-től 1933/34-ig kb. 300 TK–3-as készült a Państwowe Zakłady Inżynierii (Nemzeti Mérnöki Művek) által. A TK–3 Ford Type A motorral készült és ez volt az első lengyel lánctalpas páncélozott jármű. A két főnyi legénység egy könnyen páncélozott (3–8 mm) felépítményben kapott helyet. A TK–3 egy 7,92 mm-es wz.25 géppuskával volt felszerelve. Kiegészítésképpen, többféle (páncélozott és nem páncélozott) utánfutókat (egy és két tengelyű) gyártottak lőszer, üzemanyag, rádió felszerelés, hadianyag szállítására, illetve néha katonákat is szállítottak.
1931-ben egy nagyon érdekes konverziót készítettek, a TK–3 kisharckocsi szállítása céljából, amely egy módosított Ursus teherautó alvázát használta: Autotransport. A kisharckocsit egy kerekes alvázra helyezték, a lánctalpakat eltávolították és egy láncmeghajtást illesztettek a kisharckocsi láncmeghajtó kerekére, majd a szállítójármű hátsó tengelyére átvezetve. Az egyesített járműveket a kisharckocsi sofőrje irányította a kisharckocsiban ülve. Kis számban gyártották és TK–3 valamint TKS kisharckocsikkal felszerelt egységek közé osztották őket. Egy hasonló konverzió készült, amely lehetővé tette a TK kisharckocsiknak a vasúton való közlekedést.
1931 és 1933 között kísérletet tettek az eredeti 7,92 mm-es géppuska lecserélésére egy nehezebb 13,2 mm-es Hotchkiss géppuskára, de ez sosem hagyta el a tervezőasztalt. Ugyanakkor igény mutatkozott egy speciális páncéltörő fegyverzet (13,2–20 mm) kifejlesztésére. 1938-ban egy TK–3-ast felfegyvereztek egy 20 mm Solothurn és egy lengyel 20 mm wz.38 (FK model A) ágyúval, de úgy határoztak, hogy csak TKS típusokat fegyvereznek át. 1939 szeptemberére a TK-3 kisharckocsik már nagyon rossz állapotban voltak és javításra szorultak, de ahelyett hogy kiképzési célokra használják, ahogy tervezték, mindet harci alkalmazásra bocsátották.
1933 júniusában egy felfegyverzett TK–3-as verzió prototípusa vastagabb páncélzattal, STK megnevezéssel, de végül TKS néven elkészült. 1934 februárjában kezdődött a TKS gyártása és 390 darabot gyártottak le a Panstwowe Zaklady Inzynierii gyárában 1939 szeptemberéig. Ebből 20 öntött páncélzattal készült. A TKS licenc alapján gyártott Polski Fiat 122B motorral és több módosítással, beleértve a megerősített felfüggesztést, készült. A fegyverzete mindössze egy darab 7,92 mm-es wz.25 (későbbi) vagy wz.30 (korábbi) géppuska volt, illetve páncélvédettsége 3–10 mm között volt (ez csak kis kaliberű lövedékek ellen volt hatásos).
1936 elején a tervezők azon dolgoztak, hogy lehetővé tegyék a TK–3 és TKS típusok számára a dán Madsen vagy a svájci Solothurn 20 mm-es automata ágyú beépítését. A tesztek során a külföldi fegyverek alkalmatlannak bizonyultak, így a lengyel gyártású 20 mm-es automata ágyú gyártásába kellett kezdeni. 1938/39-ben a lengyel gyártmányú 20 mm-es FK–A wz.38 L/73.5 automata ágyúk (200 méteren 40 mm-es páncélátütő képesség) készen álltak néhány TK–3 és TKS kisharckocsik felfegyverzésére. 1938 júliusától októberig egy-egy TK-3 és TKS lett átalakítva és átfegyverezve. A tesztek után további módosítások után 1939 január elkészült a prototípusa egy 20 mm-es ágyúval felszerelt TKS-nek. A járműveket elkezdték módosítani (újratervezték a felépítmény elülső részét), és felszerelni őket az automata ágyúval, amit egy nagy gömb foglalatban helyeztek el. 100-150 járművet terveztek átalakítani 1940 január 30-ig. Mindössze egy kis számú járművet (egyes források szerint 40) fegyvereztek fel 1939 szeptembere előtt, majd a 10. Gépesített Dandár irányítása alá helyezték őket, ahol parancsnoki járműként használták őket. 2 fő, a vezető és a parancsnok irányította az összes TK típusú kisharckocsit.
1939 szeptember 18-án a bzurai csata folyamán, egy 20 mm-es ágyúval felszerelt TKS Edmund Roman Orlik tiszt kadét parancsnoksága alatt és a Volhíniai Lovas Dandár támogatásával kilőtt három német PzKpfw 35(t) harckocsit (beleértve egy, Victor Hohenlohe hadnagy által vezetett tankot is) a 11. Panzer Regimentből, közel Pociecha-hoz Közép-Lengyelországban.
1932 elején a lengyel mérnökön úgy tervezték, hogy továbbfejlesztik a TK és TKS kisharckocsikat, ezáltal új változatokat tervezve, mint: TKW, TKD, TKF és TKS–D. A TKW egy felderítő könnyű harckocsi/kisharckocsi volt. Az első prototípus 1933-ban készült el, és 1933-1934 között 6 TKW-t gyártottak. A TKW tervezete hasonló volt a brit Patrol Tank Mark I-hez, amely a Vickers Carden-Loyd Mark VI-on alapult. A TKW egy módosított TK-3 kisharckocsi volt teljesen körbeforgatható toronnyal. Két torony létezett, a „régi típus”, ami 7,92 mm-es wz.30-as géppuskával volt fegyverezve, és az „univerzális típus”, ami a nehezebb fegyverzet befogadására volt képes, egészen a 20 mm-ig. 1936-ban az egész projektet törölték a 4TP (PZInz.140) tank miatt. Az "univerzális típusú" torony végül is használatba került a 4TP tankok fejlesztése során. A TKD egy könnyű önjáró löveg volt, melynek első prototípusa 1932 májusában készült el. Mindössze 4 jármű készült 1932 májusa és júniusa között. Ez egy módosított TK–3-as volt egy lengyel 47 mm-es wz.25 „Pocisk” (Töltény) löveggel felszerelve. Ezen kívül volt egy változat, amit egy francia 37 mm-es Puteaux vagy brit 47 mm-es Vickers löveggel szereltek fel. A TKD-kat átalakították CP páncélozott vontatókká a 75 mm-es wz.1879/38-as lengyel változatú francia Schneider lövegek vontatása céljából, amíg a 47 mm-es "Pocisk" lövegeket eladták Kínának. A TKF egy továbbfejlesztett változata volt a TK–3 kisharckocsinak, amit egy Polski Fiat 122B motorral láttak el. A fegyverzete egy 7,92 mm-es wz.25 géppuska, és egy 9 mm-es wz.28 légvédelmi géppuska volt. A TKS–D egy módosított és átfegyverzett TKS kisharckocsi volt, amiből két prototípus készült 1937 áprilisában. Ez egy önjáró löveg volt egy 37 mm-es wz.36 Bofors páncéltörő löveggel. A löveget le lehetett szerelni a járműről és azzal vontathatták, ha szükségét látták. 1938-ban egy TKS-D is részt vett Zaolzie Csehszlovákiától való visszavételében a 10. Motorizált Dandár kötelékében. 1938-ban a projektet törölték a PZInz.160 önjáró löveg miatt, a költségek miatt. PZInz.160/161 egy projekt volt 1937-ben, de soha nem hagyta el a rajzasztalt. 37 mm-es löveggel és két 7.92 mm-es géppuskával fegyverezték volna fel, és egy 4 tagú személyzet kezelte volna. A súlya 4,3 t, a maximális sebessége 50 km/h lett volna. A TKW, TKD és a TKS–D soha nem érte el a gyártási állapotot és mindössze néhány prototípus készült belőlük. 1936-ban végül egy TKS-t szereltek fel egy 37 mm-es Puteaux SA löveggel a géppuska helyére tesztelési célból, de a későbbi sorsa ismeretlen.
Lengyelország exportálni is próbálta a TK szériákat és 1934/35-ben 6 TKS kisharckocsit adtak el Észtországnak. A TKS-t Romániának is megpróbálták eladni, sikertelenül. Spanyolországnak szándékában állt megvenni 80 db TKS-t, de a tranzakció soha nem ment végbe ismeretlen okok miatt. 1937 januárjában Svédország is érdeklődött a TKS után. Vásárolni vagy bérelni akart volna 20-60 darabot tesztelés céljából, de Lengyelország érdektelenséget mutatott.

## Alkalmazás
1939 szeptemberében a TK szériák gyalogos hadosztályokban, lovassági dandárokban szolgáltak, illetve független egységben, században (13 kisharckocsi) csatlakoztak nagyobb egységekhez. A lengyel páncélos erők fő típusát alkották a kisharckocsik. Ezek a járművek reménytelenül gyengék voltak és szó szerint félresöpörték őket a német Panzerek. Bár a fegyverzetüknek köszönhetően a bátor lengyel TK harckocsizóknak sikerült néhány ellenséges járművet elpusztítani.

## Túlélő TK változatok
Napjainkban mindössze egy teljesen működőképes TKS kisharckocsi létezik. Ezt a svéd Axvall Harckocsimúzeum adományozta Lengyelországnak, és 2008 óta a Lengyel Hadi Múzeumban van kiállítva. Ezen kívül 3 kisharckocsi van kiállítva az oroszországi Kubinka Harckocsi Múzeumban (TKS típus), a belgrádi Hadi Múzeumban, Szerbiában (TK–3 és TKF típusok). Érdekesség, hogy a svéd TKS túlélte a háborút és az azt követő időszakot Norvégiában, ahol egy helyi farmer traktorként használta. Egy C2P tüzérségi vontatót találtak Belgiumban és megvásárolták a Nemzeti Hadi Történeti Központ részére, ahol jelenleg kiállítási tárgy.
Ezen felül még legalább két TKS kisharckocsit rekonstruálnak a lengyelek az eredeti tervet követve.

## Változatok
- TK (TK–3) – 1931-ből, kb. 280 db készült
- TKF – TK kisharckocsi 46 LE-s (34 kW) motorral, kb. 18 db készült
- TKS – továbbfejlesztett 1933-as modell, kb. 260 db készült
- TKS 20 mm-es löveggel – kb. 40 db-ot fegyvereztek fel 20 mm-es ágyúval
- C2P – fegyverzet nélküli könnyű tüzérségi vontató, kb. 200 készült

### Kísérleti modellek
- TK–1, TK–2 – első prototípusok
- TKD – könnyű önjáró löveg 47 mm-es ágyúval, 4 db készült
- TKW – könnyű felderítő harckocsi toronnyal, 1 prototípus készült
- TK-3 20 mm-es löveggel – mindössze egy prototípus készült
- TKS–D – könnyű páncélvadász 37 mm-es Bofors páncéltörő löveggel, kettő készült

## Galéria

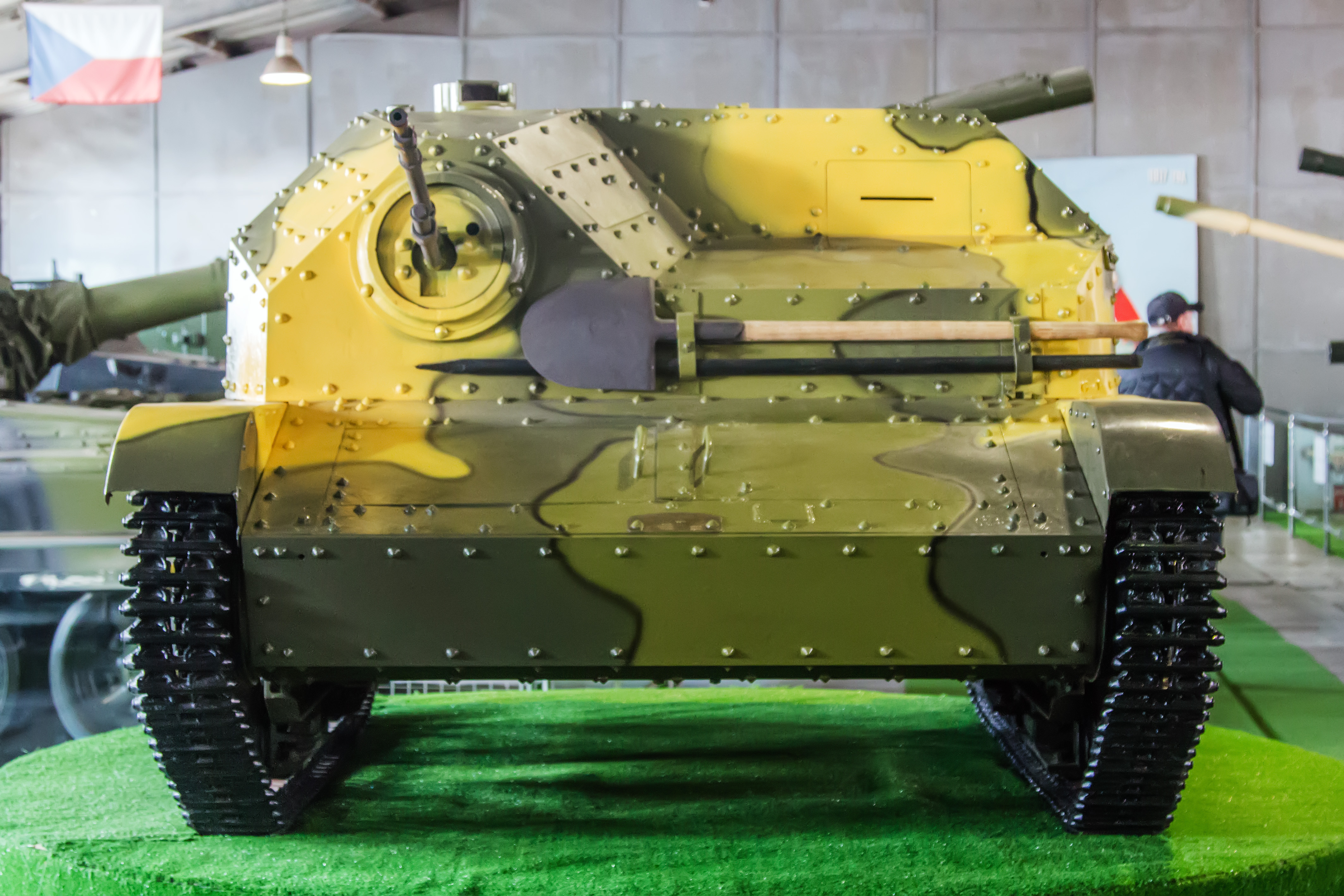
A Kubinka Tank Múzeum TKS-je.
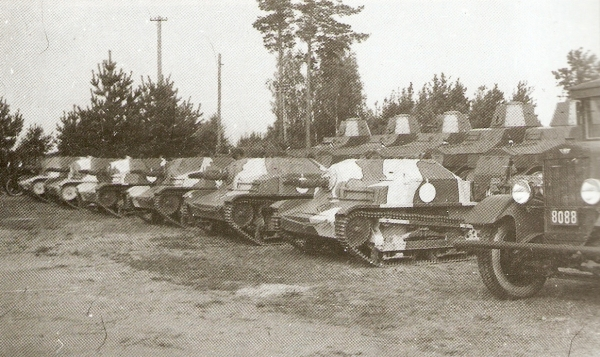
Az TKS-2 Észt export változata .
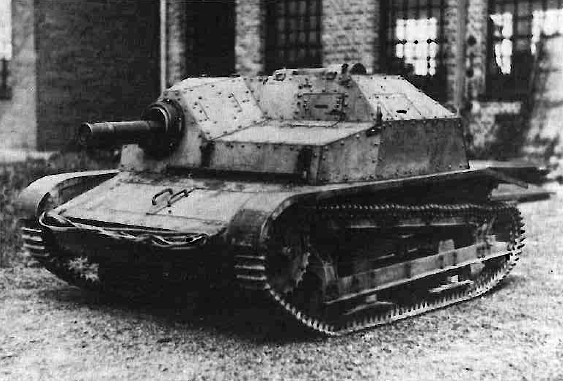
Az első szériás TKS. Periszkóp és géppuska nélkül.
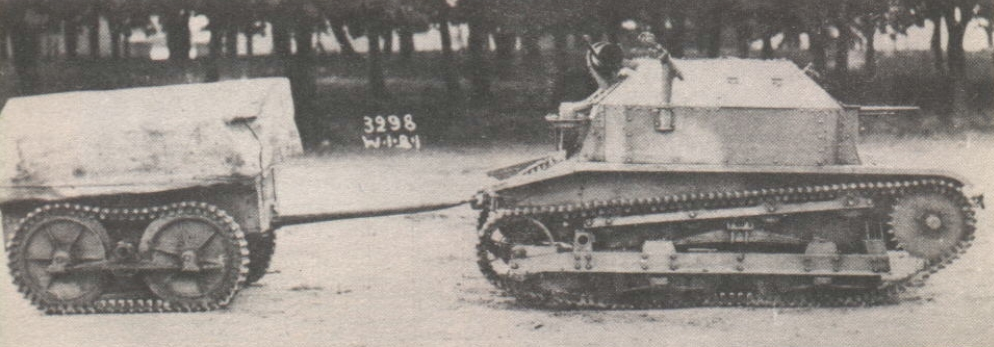
TK tüzérségi traktor pótkocsijával a terepen.
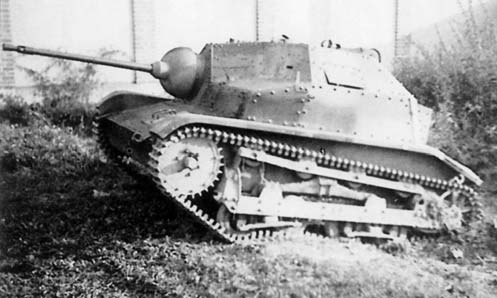
TKS-NKM 20 mm-s wz.38 (FK model A) automatikus gépágyúval felszerelve.
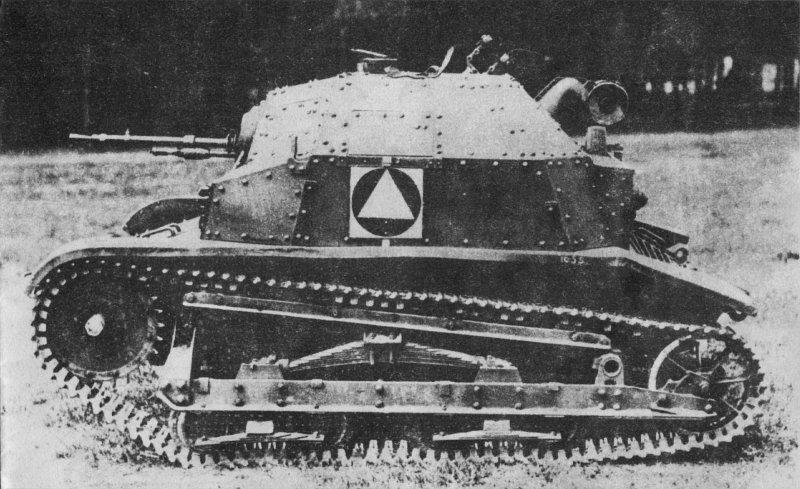
TKS Felderítő tank.

## Lásd még
- T–27
- L3/35
- Panzerkampfwagen I

## Fordítás
- Ez a szócikk részben vagy egészben  a   TKS című angol Wikipédia-szócikk fordításán alapul.  Az eredeti cikk szerkesztőit annak laptörténete sorolja fel. Ez a jelzés csupán a megfogalmazás eredetét és a szerzői jogokat jelzi, nem szolgál a cikkben szereplő információk forrásmegjelöléseként.